# Cours professionnels
Les Cours professionnels ont été institués par la loi Astier du 25 juillet 1919. Cours professionnels rendus obligatoires pour les apprentis formés « sur le tas » dans les entreprises et devant leur dispenser des enseignements généraux et théoriques indispensables pour leur permettre de se présenter aux épreuves du Certificat d'aptitude professionnelle (CAP).